# ناحیه ون بورن، شهرستان کسیوسکو، ایندیانا
ناحیه ون بورن، شهرستان کسیوسکو، ایندیانا (به انگلیسی: Van Buren Township, Kosciusko County, Indiana) یک سکونتگاه مسکونی در ایالات متحده آمریکا است که در شهرستان کسیوسکو، ایندیانا واقع شده‌است.

## خصوصیات
ناحیه ون بورن ۴٬۱۶۸ نفر جمعیت دارد و ۲۵۶ متر بالاتر از سطح دریا واقع شده‌است.